# Weehawken
Weehawken é um distrito do município de Hudson, estado de Nova Jersey, Estados Unidos. No censo realizado nos Estados Unidos no ano de 2010, foi constatado que o distrito possuía uma população de 12.554 pessoas.